# Marie Versini
Marie Versini (n. 10 august 1939, Paris, Franța – d. 22 noiembrie 2021, Pabu, Bretagne, Franța) a fost o actriță franceză. Printre cele mai cunoscute filme ale sale se numără Valetul de pică (1960), Paris Blues (1961), Winnetou (1963), Prin Kurdistanul sălbatic (1965) și Arde Parisul? (1966). 

## Biografie
Marie Versini a fost instruită la Conservatoire national supérieur d'art dramatique și și-a început cariera la vârsta de 17 ani ca cea mai tânără membru al Comédie-Française și a jucat în teatru, printre altele, sub regia lui Jean Meyer. A a devenit faimoasă în 1963 în Winnetou Part 1 a lui Harald Reinl ca Nscho-tschi, sora lui Winnetou (interpretat de Pierre Brice). A apărut în alte patru filme adaptări după Karl May: Prințul negru (1964), Prin Kurdistanul sălbatic (1965), În împărăția leului de argint (1965) și în Winnetou și Old Firehand (1966) (din nou ca Nscho-tschi).
Versini a avut alte roluri în filmele de aventură În templul elefantului alb (1963) și Cele 13 sclave ale Dr. Fu Man Chu (1966). Filmul Kennwort... Reiher (1964) a primit recenzii mai bune de la critici. Visul unei nopți de vară, o adaptare pentru televiziune după piesa omonimă a lui William Shakespeare, pusă în scenă de Jean-Christophe Averty, în care a apărut ca Hippolyta, a făcut furori în Franța în 1969. 
În 1974, Versini s-a căsătorit cu scriitorul și regizorul Pierre Viallet, în ale cărui filme a apărut în diverse roluri, inclusiv în Omagiu adus lui Robert Schumann în 2010. Marie Versini și-a petrecut cea mai mare parte a vieții cu soțul ei pe insula Ré din Golful Biscaya și, ocazional, la Paris. Pierre Viallet a decedat pe 15 aprilie 2013. Marie Versini a decedat pe 22 noiembrie 2021 la Guingamp din cauza unei boli lungi și grave.

## Filmografie selectivă
- 1956 Mitsou, regia Jacqueline Audry
- 1958 Sous la terreur (A Tale of Two Cities), regia Ralph Thomas : Marie Gabelle
- 1960 La Blessure, regia Edmond Lévy (scurtmetraj) : naratoarea
- 1960 Valetul de pică (Chien de pique), regia Yves Allégret : Zita
- 1960 Le Séducteur (Il peccato degli anni verdi), regia Leopoldo Trieste : Elena Giordani
- 1961 Paris Blues, regia Martin Ritt : Nicole
- 1962 Bataille de polochons (Das schwarz-weiß-rote Himmelbett), regia Rolf Thiele : Gertrude Forrestier
- 1963 The Young Racers, regia Roger Corman : Sesia Machin
- 1963 Winnetou 1 (Winnetou 1. Teil), regia Harald Reinl : Nscho-Tschi
- 1964 Kennwort... Reiher, regia Rudolf Jugert : Marie
- 1964 Le Temple de l'éléphant blanc (Sandok, il Maciste della giungla), regia Umberto Lenzi : Princesse Dhara
- 1964 Prințul negru (Der Schut), regia Robert Siodmak : Tschita
- 1965 Halløj i himmelsengen (2 × 2 im Himmelbett), regia Erik Balling : Zizi
- 1965 Prin Kurdistanul sălbatic (Durchs wilde Kurdistan), regia Franz Josef Gottlieb : Ingdscha
- 1965 Vacanță cu Piroschka (Ferien mit Piroschka), regia Franz Josef Gottlieb : Tery
- 1965 În împărăția leului de argint (Im Reiche des silbernen Löwen), regia Franz Josef Gottlieb : Ingdscha
- 1966 Les 13 Fiancées de Fu Manchu (The Brides of Fu Manchu), regia Don Sharp : Marie Lentz
- 1966 Arde Parisul? (Paris brûle-t-il ?), regia René Clément : Claire Morandat
- 1966 Winnetou și Old Firehand (Winnetou und sein Freund Old Firehand), regia Alfred Vohrer : Nscho-Tschi
- 1967 Sibérie, terre de violence (Liebesnächte in der Taiga), regia Harald Philipp : Ludmilla Barankova
- 1969 Visul unei nopți de vară (Le Songe d’une nuit d’été), regia (film TV)
- 1972 Der Lift (film TV)
- 1974 Motiv Liebe – Die ewige Ungewißheit (film TV)
- 1979 Die Protokolle des Herrn M. – Der letzte Schuß (film TV)
- 2007 Winnetou darf nicht sterben (film documentar)
- 2016 Winnetou – Der Mythos lebt (TV - trei părți)